# Colméia
Colméia este un oraș în Tocantins (TO), Brazilia.